# Talbot Lago T26C-GS
O  T26C-GS é o modelo que a Talbot Lago utilizou nas temporadas de 1950 e 1951 da Fórmula 1.Teve como pilotos Eugène Chaboud,José Froilán-González,Henri Louveau,Raymond Sommer e Lucien Vincent.
1. ↑  https://www.statsf1.com/pt/talbot-lago-t26c-gs.aspx